# Верхняя Антоновка
Ве́рхняя Анто́новка (укр. Верхня Антонівка, крымскотат. Yuqarı Antonovka) — исчезнувшее село в Джанкойском районе Республики Крым, располагавшееся в центре района, по правому берегу реки Победная, примерно в 3 км к северо-востоку от современного села Рощино.

## История
Судя по доступным историческим документам, село было основано в середине 1920-х годов, поскольку ни на километровой карте Генштаба Красной армии 1941 года (в которой за картооснову, в основном, были взяты топографические карты Крыма масштаба 1:84000 1920 года и 1:21000 1912 года), ни на карте Крымского статистического управления оно ещё не обозначено.
Впервые в источниках встречается в Списке населённых пунктов Крымской АССР по Всесоюзной переписи 17 декабря 1926 года, согласно которому в селе Антоновка, Немецко-Джанкойского сельсовета (в котором село состояло до 1968 года) Джанкойского района, числилось 9 дворов, все крестьянские, население составляло 49 человек, из них 31 русский, 9 украинцев и 9 армян. Постановлением ВЦИК РСФСР от 30 октября 1930 года был создан Биюк-Онларский район (указом Президиума Верховного Совета РСФСР № 621/6 от 14 декабря 1944 года переименованный в Октябрьский), теперь как немецкий национальный, в который включили село. Постановлением Президиума КрымЦИКа «Об образовании новой административной территориальной сети Крымской АССР» от 26 января 1935 года был создан немецкий национальный Тельманский район (с 14 декабря 1944 года — Красногвардейский) и село включили в его состав.
После освобождения Крыма от фашистов в апреле, 12 августа 1944 года было принято постановление № ГОКО-6372с «О переселении колхозников в районы Крыма» по которому в район из областей Украины и России переселялись семьи колхозников, а в начале 1950-х годов последовала вторая волна переселенцев из различных областей Украины. С 25 июня 1946 года селение в составе Крымской области РСФСР. Указом Президиума Верховного Совета РСФСР от 18 мая 1948 года Антоновку русскую переименовали в Верхнюю Антоновку. 26 апреля 1954 года Крымская область была передана из состава РСФСР в состав УССР. 1 января 1965 года указом Президиума ВС УССР «О внесении изменений в административное районирование УССР — по Крымской области» село вновь включили в состав Джанкойского района. Ликвидировано в период между 1968 годом, когда село Верхняя Антоновка было ещё записано в составе Ближнегородского сельсовета и 1977 годом, когда оно уже значилось в списках упразднённых, как село Рощинского сельсовета.